# トランジ

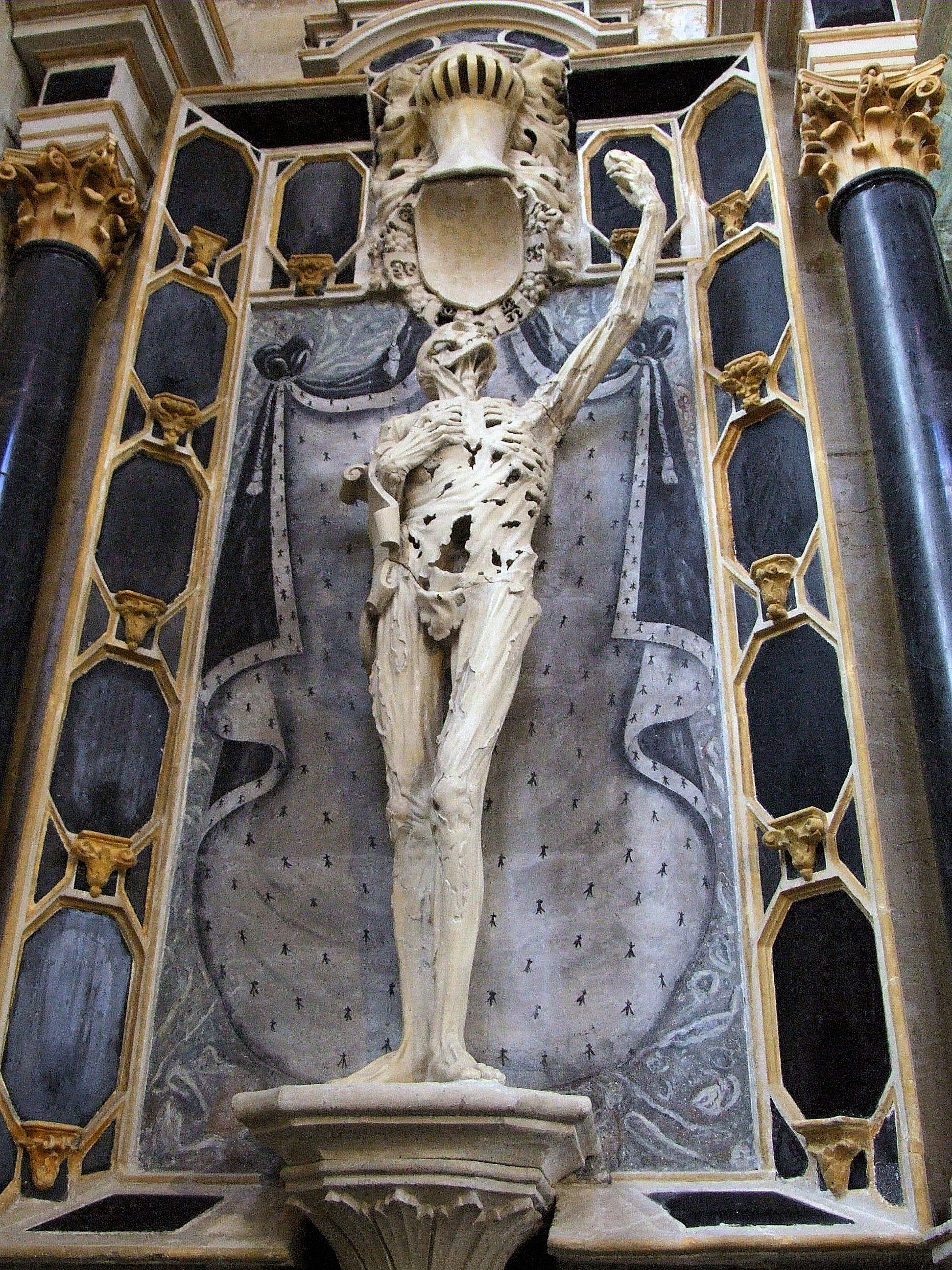
ルネ・ド・シャロンのトランジ

トランジ（フランス語: Transi）は、中世ヨーロッパの貴族や枢機卿などの墓標に用いられた、朽ちる過程の遺体の像やレリーフである。

## 概説

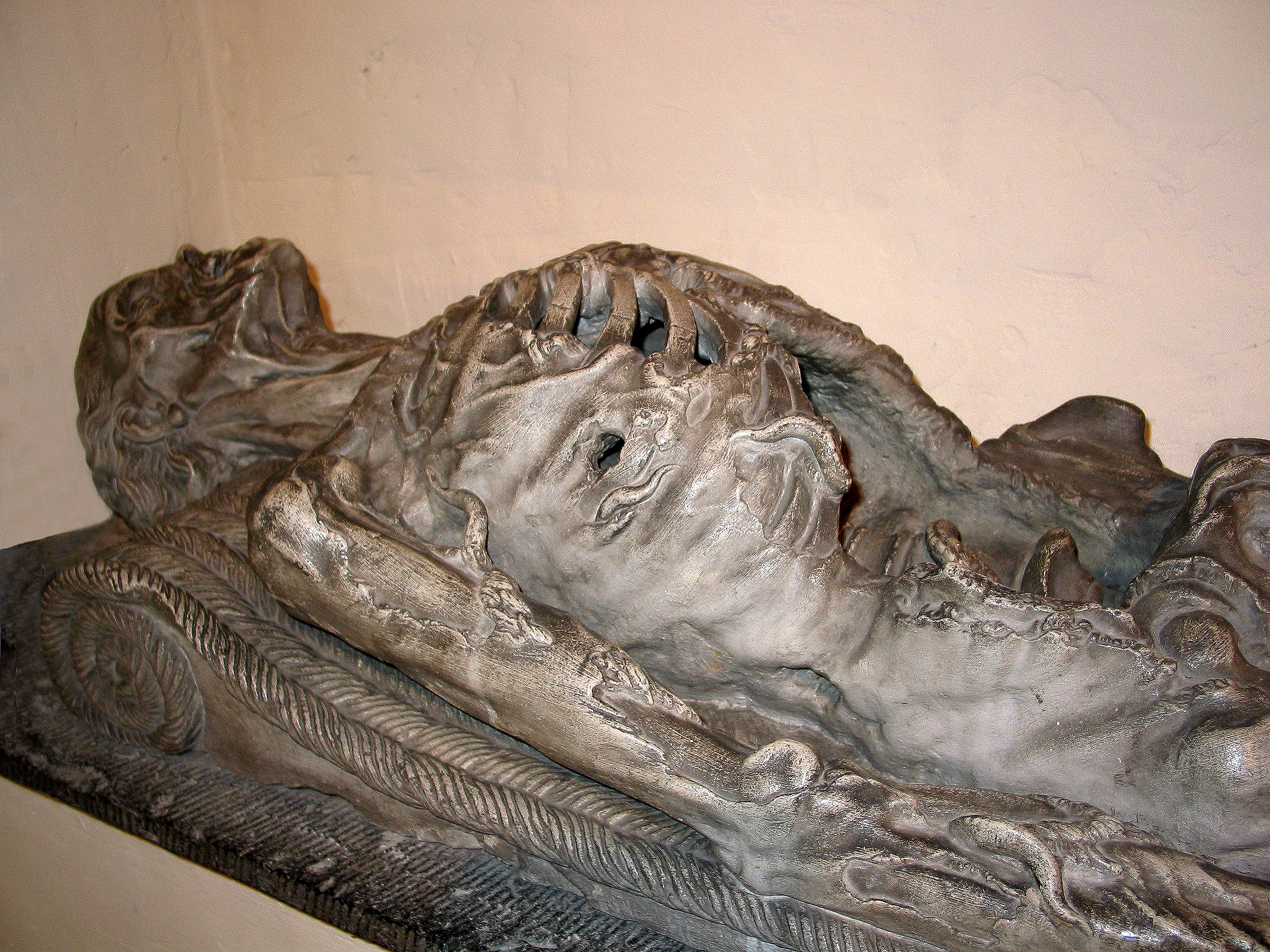
ベルギーのブッスの16世紀のトランジ。"l’ome a moulons"（「ちりぢりなる人間」の意）と地元で呼ばれるジサン（横臥彫刻）。虫に喰われる様を意味する。

12世紀から16世紀のフランス語ではtransiは死者について使う名詞であり、その動詞形のtransirは「死にゆく」「通り過ぎる」という意味で用いられた。元々はラテン語の動詞transireに由来する。
中世からルネサンス期にかけてのヨーロッパで盛んに作られ、その多くは死後時間の経った死骸の姿で、体には穴があき、蛆やカエルなどが張りついていることが多い。
これらはメメント・モリ（死を想え）と呼ばれる教えにもとづいて、見た者に浮世のはかなさを説くものとなっている
トランジには個人の墓碑以外に、「世のための見世物」となるモニュメント的な墓碑もある。高僧の墓碑では、傲慢の戒めや魂の救済のプロセスなど多数の警句やメッセージが込められ、普通の横臥像（ジサン）や跪拝像と組み合わせた多層式墓碑が作られた。
トランジを作った人々は聖俗各界の要人や富裕層であり、生前の遺言によって死後に作られた。トランジの流行は14世紀の後半から16世紀までであり、ルネサンスの開花とともに消滅した。